# Gayi
Gayi (kinesiska: 呷依乡, 呷依) är en socken i Kina. Den ligger i provinsen Sichuan, i den sydvästra delen av landet, omkring 660 kilometer nordväst om provinshuvudstaden Chengdu.
Genomsnittlig årsnederbörd är 696 millimeter. Den regnigaste månaden är juli, med i genomsnitt 165 mm nederbörd, och den torraste är december, med 4 mm nederbörd.